# Pervaja Liga
La Pervaja Liga (in russo Первая лига?, Prima Lega) era la seconda categoria del campionato sovietico di calcio per importanza.

## Struttura
Nell'ultima stagione (1991) le squadre partecipanti erano 22: si incontrarono tra di loro in partite di andata e ritorno, per un totale di 42 match, con la formula dei due punti per vittoria, uno per il pareggio e zero per le sconfitte.

## Storia
Nel corso degli anni il campionato ha cambiato formula e denominazione numerose volte.
Il primo campionato fu disputato nel 1936 come Gruppa B (in russo группа Б, cioè Gruppo B), con solo 7 partecipanti: le edizioni furono due, una primaverile ed una autunnale (come in massima serie). Un'unica edizione fu giocata nel 1937, mentre non furono disputate le edizioni del 1938 (quando si disputò un unico campionato con 26 squadre) e dal 1941 al 1944 (a causa della Seconda guerra mondiale).
Nel 1945 viene rinominato Vtoraja Gruppa (in russo вторая группа, cioè Secondo Gruppo) ed è allargato a 18 partecipanti (una promozione). Dall'anno successivo il campionato è diviso in due gironi che furono poi aumentati: erano previsti partite o tornei di spareggio tra le vincitrici dei vari gironi per decidere le squadre promosse.
Dal 1950 si usò la denominazione di Klass B (in russo класс Б, cioè Classe B) e si tornò ad un girone unico (14 squadre, due promozioni). Dopo due anni a girone unico, nel 1952 fu di nuovo prevista la divisione in gironi con spareggi finali.
Nel 1963 la Klass B divenne la terza serie, mentre la categoria fu chiamata Vtoraja Gruppa A (in russo вторая группа, cioè Secondo Gruppo A), a girone unico, ma già dall'anno successivo si tornò alla formula a più gironi e play-off per decidere le promozioni.
Dal 1970 vi fu un nuovo cambio di denominazione: la Vtoraja Gruppa A divenne la terza serie, mentre la seconda serie era chiamata Pervaja Gruppa A (in russo первая группа А, cioè Primo Gruppo A), a girone unico e due promozioni. Dall'anno successivo assunse la denominazione finale di Pervaja Liga (in russo первая лига, cioè Prima Lega).
La formula rimase sostanzialmente immutata (girone unico e due promozioni) fino alla dissoluzione dell'Unione Sovietica con l'importante eccezione del 1985 quando i gironi erano due e nemmeno i play-off finali garantivano la promozione (era previsto un ulteriore spareggio con le squadre di Vysšaja Liga).

## Albo d'oro
| Anno           | Vincitore                                                 | Altre Squadre Promosse                          | Note |
| -------------- | --------------------------------------------------------- | ----------------------------------------------- | --- |
| Primavera 1936 | Dinamo Tbilisi                                            |                                                 | |
| Autunno 1936   | Serp i Molot Mosca                                        |                                                 | |
| 1937           | Spartak Leningrado                                        |                                                 | L'anno successivo fu disputato un girone unico. |
| 1939           | Kryl'ja Sovetov Mosca                                     | Lok’omot’ivi Tbilisi                            | |
| 1940           | Krasnaja Zarja                                            | Spartak Leningrado                              | |
| 1945           | Kryl'ja Sovetov Kujbyšev                                  |                                                 | Gare di sola andata. |
| 1946           | VVS Mosca                                                 |                                                 | Due gironi, con spareggio finale tra i due vincitori. |
| 1947           | Lokomotiv Mosca                                           |                                                 | Sei gruppi diversi: le sei vincitrici si affrontavano in un girone unico, con solo la vincitrice promossa. |
| 1948           | Lokomotiv Charkiv                                         |                                                 | Sei gruppi diversi: le sei vincitrici si affrontavano in un girone unico, con solo la vincitrice promossa. |
| 1949           | Spartak Tbilisi                                           |                                                 | Sei gruppi diversi: le sei vincitrici si affrontavano in un girone unico, con solo la vincitrice promossa. |
| 1950           | VMS Mosca                                                 | Torpedo Gor'kij                                 | |
| 1951           | Kalinin                                                   | Dinamo Minsk, Lokomotiv Mosca                   | |
| 1952           | Lokomotiv Charkiv                                         | Spartak Vilnius                                 | Tre gironi iniziali, le prime tre formarono un nuovo gruppo di nove squadre: le prime due vennero promosse. |
| 1953           | Dinamo Minsk                                              | Torpedo Gor'kij                                 | Tre gironi iniziali, le prime due formarono un nuovo gruppo di sei squadre: le prime due vennero promosse. |
| 1954           | Šachtyor Stalino                                          |                                                 | Tre gironi iniziali, le prime due formarono un nuovo gruppo di sei squadre: la prima venne promossa. |
| 1955           | Burevestnik Kishinev e ODO Sverdlovsk                     |                                                 | Due gironi, la prima di ciascun girone venne promossa |
| 1956           | Kryl'ja Sovetov Kujbyšev e Spartak Minsk                  |                                                 | Due gironi, la prima di ciascun girone venne promossa |
| 1957           | Avangard Leningrado                                       |                                                 | Quattro gironi preliminari, di cui solo 3 davano accesso, alle prime classificate, al girone finale a tre squadre: la prima venne promossa. |
| 1958           | SKA Rostov                                                |                                                 | Sei gironi preliminari, le prime di ciascun girone ammesse al gruppo finale a sei squadre: la prima venne promossa. |
| 1959           | Admiralteec                                               |                                                 | Sette gironi preliminari, le prime di solo quattro gironi ammesse al gruppo finale a quattro squadre: la prima venne promossa. |
| 1960           | Trud Voronež, Metalurh Zaporižžja e T'orp'edo Kutaisi     |                                                 | Campionato diviso con criteri regionali: per la Russia cinque gironi preliminari, le prime di ciascun girone ammesse al gruppo finale a cinque squadre; la prima venne promossa. Per l'Ucraina due gironi: le prime si affrontarono in una gara di spareggio con andata e ritorno. Per le altre repubbliche si disputò un unico girone, in cui la prima fu direttamente promossa.                                                                                             |
| 1961           | Kryl'ja Sovetov Kujbyšev, Čornomorec' e T'orp'edo Kutaisi |                                                 | Campionato diviso con criteri regionali: per la Russia sei gironi preliminari, le prime di ciascun girone ammesse al gruppo finale a sei squadre; la prima venne promossa. Per l'Ucraina due gironi: le prime si affrontarono in una gara di spareggio con andata e ritorno. Per le altre repubbliche si disputarono due gironi, le prime parteciparono ad un girone a tre con il Kalev Tallinn, ultima di Klass A 1961: la prima venne promossa.                             |
| 1962           | Kuban', Zorja e Shahter Qaraǵandy                         |                                                 | Campionato diviso con criteri regionali: per la Russia cinque gironi preliminari, le prime di ciascun girone ammesse al gruppo finale a cinque squadre; la prima venne promossa. Per l'Ucraina tre gironi: le prime due di ciascun girone si affrontarono in un gruppo a sei, dove la prima fu promossa. Per le altre repubbliche si disputarono due gironi, le prime parteciparono ad un girone a tre con il Kalev Tallinn, ultima di Klass A 1961: la prima venne promossa. |
| 1963           | Šinnik                                                    | Volga Gor'kij                                   | Girone unico a 18 squadre |
| 1964           | Lokomotiv Mosca                                           | SKA Odessa, Paxtakor e Čornomorec'              | Campionato diviso in due sottogruppi con fase finale a girone unico |
| 1965           | Ararat                                                    | Qairat                                          | idem |
| 1966           | Zorja                                                     |                                                 | I gironi della fase preliminare passarono a tre, con un'unica promozione |
| 1967           | Dinamo Kirovobad                                          |                                                 | |
| 1968           | Uralmaš                                                   |                                                 | I gironi della fase preliminare passarono a quattro, con un'unica promozione |
| 1969           | Spartak Ordžonikidze                                      |                                                 | Campionato diviso in più "zone" e fasi; un'unica promozione prevista |
| 1970           | Karpaty                                                   | Qairat                                          | Girone unico, due promozioni |
| 1971           | Dnepr                                                     | Lokomotiv Mosca                                 | |
| 1972           | Paxtakor                                                  | Šachtar                                         | |
| 1973           | Čornomorec'                                               | Nistru Kišinëv                                  | |
| 1974           | Lokomotiv Mosca                                           | SKA Rostov                                      | |
| 1975           | Kryl'ja Sovetov Kujbyšev                                  | Dinamo Minsk                                    | |
| 1976           | Qairat                                                    | Neftçi Baku                                     | |
| 1977           | Spartak Mosca                                             | Paxtakor                                        | |
| 1978           | Kryl'ja Sovetov Samara                                    | SKA Rostov e Dinamo Minsk                       | Tre promozioni |
| 1979           | Karpaty                                                   | Kuban'                                          | Due promozioni |
| 1980           | Tavrija                                                   | Dnepr                                           | |
| 1981           | Metalist                                                  | T'orp'edo Kutaisi                               | |
| 1982           | Žalgiris                                                  | Nistru Kišinëv                                  | |
| 1983           | Qairat                                                    | SKA Rostov                                      | |
| 1984           | Fakel Voronež                                             | T'orp'edo Kutaisi                               | |
| 1985           | Daugava Rīga                                              | CSKA Mosca                                      | Furono disputati due gironi preliminari seguiti dai due finali (promozione e retrocessione). I primi due parteciparono ai play-off / play-out contro la terzultima e la quartultima di Vysšaja Liga, senza riuscire ad ottenere la promozione |
| 1986           | CSKA Mosca                                                | Guria Lanchkhuti                                | Si ritorna alla formula con girone unico e due promozioni |
| 1987           | Čornomorec'                                               | Lokomotiv Mosca                                 | |
| 1988           | CSKA Pamir                                                | Rotor                                           | |
| 1989           | CSKA Mosca                                                | Guria Lanchkhuti                                | |
| 1990           | Spartak Vladikavkaz                                       | Paxtakor, Metalurh Zaporižžja e Lokomotiv Mosca | A causa dei ritiri di gran parte delle squadre baltiche (andate a disputare i rispettivi neonati campionati) vi furono quattro promozioni |
| 1991           | Rotor                                                     |                                                 | Visto che la gran parte delle squadre di Vysšaja Liga e Pervaja Liga andò a disputare i neonati campionati nazionali tutti i club russi rimasti furono iscritti alla Vysšaja Liga 1992 (massima divisione) |